# Tridentella vitae
Tridentella vitae är en kräftdjursart som beskrevs av Bruce 1984. Tridentella vitae ingår i släktet Tridentella och familjen Tridentellidae. Inga underarter finns listade i Catalogue of Life.